# Computer to plate
Computer to plate – jedna z dwóch podstawowych metod tworzenia formy drukowej. Drugą jest CtF (ang. Computer-to-Film), czyli metoda stykowa, analogowa. W obu przypadkach efektem końcowym jest forma drukowa. Różnica polega na technologii wykonania, a co za tym idzie – na czasie pracy i jakości efektu końcowego, tzn. wyższa jakość występuje w technologii CTP.

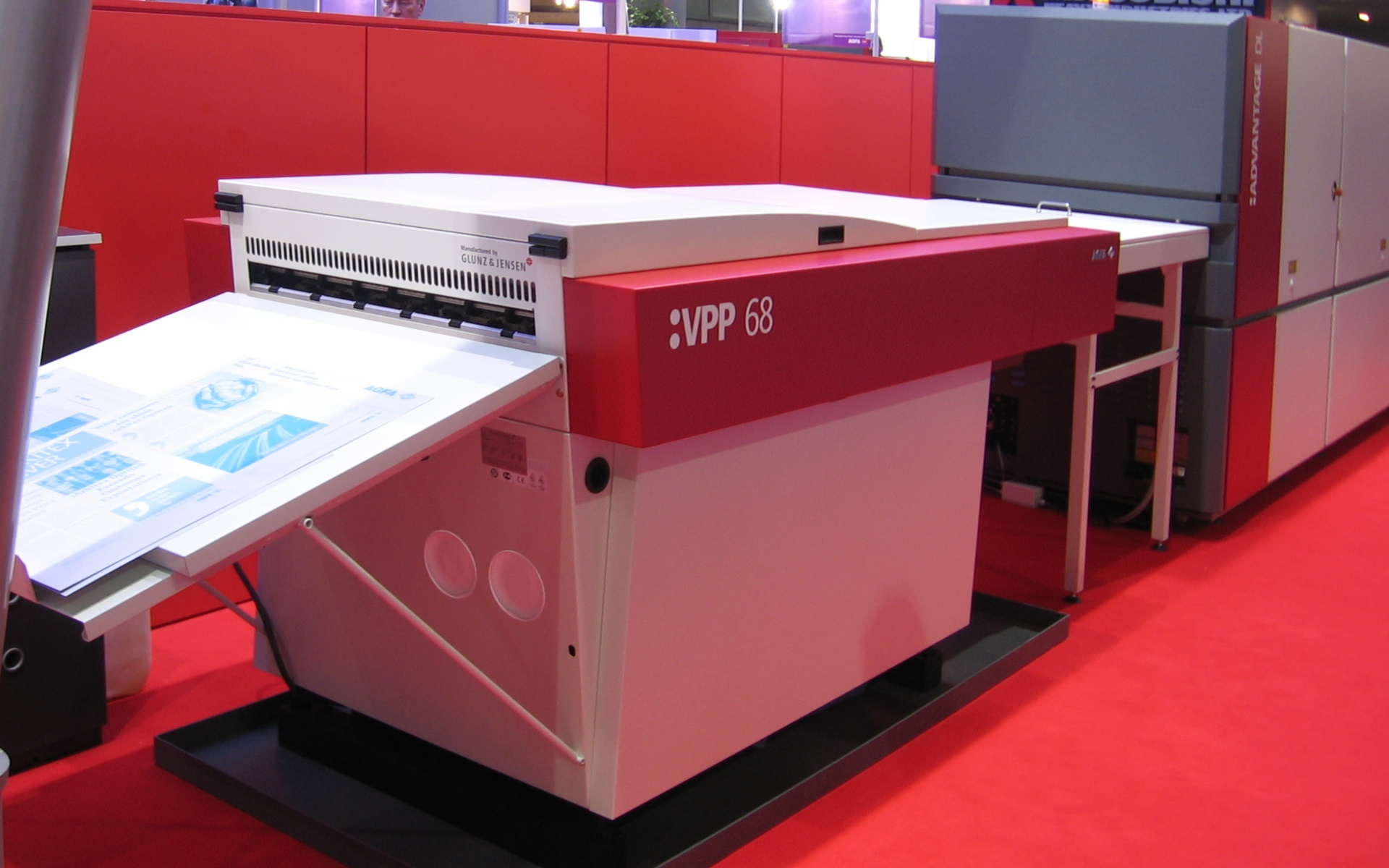
Automatyczna naświetlarka firmy Agfa typ Advantage DL (z laserem fioletowym) wraz z procesorem VPP68 do produkcji płyt niewymagających obróbki chemicznej; prezentacja na targach Ifra 2007

W przypadku CTP odpada dotychczasowy etap pośredni polegający na naświetlaniu błon (filmów poligraficznych), a dopiero potem wykorzystaniu tych błon (czasami dodatkowo po ich uprzednim montażu) do naświetlania form drukowych, gdyż CTP polega na bezpośrednim naświetlaniu form drukowych (płyt offsetowych lub fleksograficznych) z plików postscriptowych przy użyciu odpowiednich naświetlarek. Zaletą tej technologii jest maksymalna dokładność wszystkich parametrów – zarówno związanych z jakością plamki rastra (np. brak „podświetlenia” plamki, które towarzyszy naświetlaniu z formy kopiowej w CTF, możliwość reprodukcji mniejszych plamek niż w CtF), jak i montażu całości. Niewątpliwą zaletą jest również skrócenie całego cyklu przygotowania formy drukowej.
Naświetlanie form drukowych w procesie CTP odbywa się na specjalistycznych naświetlarkach. W technologii offsetowej istnieje również technologia alternatywna polegająca na wykorzystaniu dotychczasowych naświetlarek filmów z technologii CTF i naświetlaniu na nich specjalnych płyt z tworzyw sztucznych. Otrzymane formy drukowe nadają się jednak do niskich nakładów.
Technologia CTP jest technologią rozwijającą się, koszty wdrożenia ciągle ulegają obniżaniu zarówno od strony parku maszynowego, jak i materiałów eksploatacyjnych. Proces ten sprawia, że technologia stopniowo wkracza nie tylko do dużych, ale i średnich drukarń. Drukarnie, które nie wdrożyły własnej przygotowalni CTP korzystają z firm naświetlających usługowo, dzięki temu technika CTP zatacza jeszcze szersze kręgi. Dzięki obniżaniu się kosztów wdrożenia CTP i coraz szerszemu korzystaniu z tej technologii, technologia CTF jest w regresie.
Technologię CTP zaprezentowano po raz pierwszy już na targach Drupa w 1990 roku, wtedy była traktowana jako ciekawostka. Pierwsze instalacje CTP w Polsce to rok 1999.
Technologia CTP jest metodą uzyskania formy drukowej poza maszyną drukarską i nie zalicza się do tego terminu metody wykonywania formy drukowej bezpośrednio na maszynie drukarskiej, która to technologia nosi ogólną nazwę CtPress. Również stosowanie wobec CTP terminu druk cyfrowy jest niepoprawne.

## CtP w offsecie
W technologii „od komputera do offsetowej formy drukowej”, czyli w CtP dla offsetu, wyróżnia się płyty:
- z rysunkiem przyjmującym farbę, wykonanym metodą natryskową,
- presensybilizowane, z rysunkiem wywoływanym po naświetleniu:
  - wymagające dalszej obróbki chemicznej po naświetlaniu
    - fotoczułe
    - termoczułe

  - bezprocesowe, czyli bez potrzeby dalszej obróbki chemicznej
    - termotopliwe
    - termopolimerowe
    - fotopolimerowe
    - termorozkładalne

Płyty CtP naświetlane są w naświetlarkach przeznaczonych do odpowiedniego rodzaju płyt, bo naświetlane są przy pomocy promieni laserowych o stosownych dla siebie długościach fal i mocach promienia laserowego.